# 5 Flights Up (película)
5 Flights Up (en España: Ático sin ascensor; en México: Memorias de Manhattan; en Argentina, Chile y Reino Unido: Ruth & Alex; Hispanoamérica: Apartamento Nº 5), es una película de comedia dramática estadounidense de 2014, dirigida por Richard Loncraine, escrita por Charlie Peters y protagonizada por Morgan Freeman y Diane Keaton. La película está basada en la novela Medidas heroicas de Jill Ciment. Fue lanzada el 8 de mayo de 2015 por Focus World.

## Trama
Alex y Ruth Carver, una pareja mayor, quieren mudarse porque vivir en un edificio sin ascensor de cinco pisos es demasiado difícil sin ascensor. Alex es pintor y utiliza una de las habitaciones como estudio. Ruth es una maestra de escuela jubilada. Han vivido allí tantos años que él y el barrio se han entrelazado con sus vidas. Su sobrina Lilly es su agente y cree que el apartamento vale hasta $ 1 millón.
Otras tres líneas de argumentales se desarrollan simultáneamente con la venta del apartamento. Uno es el problema con la vieja perrita de los Carvers, Dorothy, que tiene un disco roto y la cuestión de cuánto dinero gastar para ayudarla. La segunda es una noticia en curso sobre un conductor de un camión cisterna discapacitado, un supuesto terrorista, en el puente cerca del apartamento de los Carver. El tercero son los Carver en busca de nuevos apartamentos.
El veterinario les dice que una operación que cuesta $ 10.000  dólares, podría reparar el disco roto de Dorothy. Alex está en contra al principio, pero luego está de acuerdo con Ruth en que tienen que hacer lo que sea necesario para salvar a Dorothy. Después de la operación, Dorothy aún no puede mover las piernas. Hacia el final de la película, mientras aún está bajo el cuidado del veterinario, Dorothy comienza a caminar nuevamente.
En su búsqueda de un apartamento de reemplazo, Ruth encuentra uno con ascensor que realmente le gusta y su oferta es aceptada. Sin embargo, el agente de los vendedores quiere un cheque de depósito esa noche o volverá a pujar. Cuando Alex, Ruth y Lilly llegan al apartamento para escribir el depósito, los propietarios les dicen que no es suficiente. Mientras tanto, la noticia informa que el conductor del camión cisterna ha sido aprehendido. Alex se sorprende de que el conductor sea "solo un niño".
A Alex no le gusta la actitud de los propietarios y se niega a emitir un cheque de depósito. Alex y Ruth se van. Cuando se van, Lilly descubre que los Carver ya no están interesados en vender su apartamento. Ella los despide y se aleja.
La película termina con Alex subiendo a Dorothy las escaleras hasta su apartamento en invierno. Ve a una pareja joven mudarse a su edificio para vivir en otro departamento, similar a cuando él y Ruth se mudaron por primera vez hace 40 años.

## Reparto
| Actor                | Personaje           |
| -------------------- | ------------------- |
| Morgan Freeman       | Alex Carver         |
| Korey Jackson        | Alex Carver (joven) |
| Diane Keaton         | Ruth Carver         |
| Claire van der Boom  | Ruth Carver (joven) |
| Cynthia Nixon        | Lily Portman        |
| Carrie Preston       | Miriam Carswell     |
| Sterling Jerins      | Zoe                 |
| Josh Pais            | Jackson Fishman     |
| Liza J. Bennett      | Sra. Vincent        |
| Maddie Corman        | Dama amigable       |
| Gary Wilmes          | Stephen Vincent     |
| Miriam Shor          | Dama fría           |
| James Claude Bristow | Larry Fishman       |
| Diane Ciesla         | May Fishman         |
| Alysia Reiner        | Dra. Gilbert        |
| Maury Ginsberg       | Dr. Kramer          |
| Joanna P. Adler      | Madre del niño      |

## Producción
El 25 de septiembre de 2013, la producción aún estaba en progreso con algunas escenas rodadas al aire libre cerca de la estación de metro Myrtle Ave en Brooklyn con Freeman y Keaton. Del 27 al 28 de septiembre, Freeman y Keaton filmaron una escena en el hospital especializado y de emergencia para mascotas BluePearl Veterinary Partners en Midtown Manhattan. 

## Estreno
5 Flights Up se estrenó en el Festival Internacional de Cine de Toronto 2014 el 5 de septiembre de 2014. 

### Recepción crítica
La película recibió críticas mixtas de los críticos. En Rotten Tomatoes, la película tiene una calificación del 52%, basada en 44 reseñas, con una calificación promedio de 5.7 / 10. El consenso crítico del sitio dice: " 5 Flights Up es un poco un reparador narrativo, pero cuando se trata de ver a Diane Keaton y Morgan Freeman compartir tiempo frente a la pantalla, la vista es inmejorable". En Metacritic, la película tiene una puntuación de 55 sobre 100, basada en 18 críticos, lo que indica "críticas mixtas o promedio".